# Alicia Florrick
Alicia Florrick (nata Cavanaugh), è un personaggio immaginario, protagonista della serie televisiva della CBS The Good Wife (2009-2016), interpretata dall'attrice Julianna Margulies: in italiano è doppiata da Roberta Pellini.
Avvocato, giovane associato dello studio "Lockhart & Gardner" di Chicago (location principale della serie) è la moglie di Peter Florrick, il Procuratore di Stato della contea di Cook travolto da uno scandalo sessuale.
Il personaggio di Alicia è ispirato ad alcune donne che, finite sotto la luce dei riflettori mediatici a causa degli scandali sessuali in cui sono stati coinvolti i potenti mariti (soprattutto politici), sono rimaste al loro fianco e anzi hanno saputo a loro volta ritagliarsi una forte identità sociale. Da questo punto di vista, Alicia ha molti punti di contatto soprattutto con Hillary Clinton e Silda Spitzer.
Per il ruolo di Alicia, Julianna Marguiles ha vinto il Golden Globe 2010 come miglior attrice in una serie drammatica e nel 2011 l'Emmy Award nella stessa categoria, oltre a ricevere svariate candidature.

## Biografia
Alicia Cavanaugh si laurea alla Georgetown University nel 1994 circa: durante il periodo del college conosce il giovane Will Gardner, con cui ha una relazione sentimentale. Sposa il potente Procuratore Peter Florrick e abbandona la carriera legale per fare la madre (la coppia ha due figli, Zack e Grace) a tempo pieno. Invischiato in relazioni sessuali con prostitute, il marito Peter viene travolto dallo scandalo: si dimette e affronta la galera e i vari processi.
Le vicende della serie iniziano quando Alicia, a fronte delle vicissitudini familiari, si deve rimettere in gioco, riprendendo la professione di avvocato e provvedendo al tempo stesso alla crescita dei figli adolescenti. Alicia ha un fratello minore, Owen (interpretato da Dallas Roberts), professore universitario dichiaratamente gay, che appare saltuariamente nel corso delle stagioni.

## Lo studio legale
Durante le sei stagioni lo studio legale per cui lavora Alicia subisce diversi cambi di denominazione. In particolare: STERN, LOCKHART & GARDNER; LOCKHART & GARDNER; in seguito alla fusione con lo studio BOND & ASSOCIATES, LOCKHART/GARDNER & BOND; LOCKHART/GARDNER (In seguito all'estromissione di Derrik Bond dal consiglio direttivo); LG e LOCKHART, GARDNER & CANNING.
Durante la 5ª stagione Alicia decide di aprire un suo studio legale insieme al collega e amico Cary Agos. Lo studio riesce ad essere avviato nonostante le prime difficoltà economiche e la FLORRICK, AGOS & ASSOCIATES si stabilisce in una ex fabbrica di magliette (dopo aver passato alcuni giorni a lavorare a casa di Alicia). Alla fine della 5ª stagione Diane, ormai soffocata da quella che è diventata la CANNING & LEE, entra a far parte della FLORRICK/AGOS (& LOCKHART).
Alcuni fraintendimenti dovuti all'elezione poi cancellata di Alicia a procuratore di stato portano quest'ultima a dover abbandonare lo studio che assume la denominazione LOCKHART, AGOS & LEE. Con il ritorno di Alicia come socio nominale e il ritiro di Cary Agos, lo studio assume la denominazione LOCKHART, FLORRICK&ASSOCIATES.